# Čarls Glen King
Čarls Glen King (engl. Charles Glen King; 22. oktobar 1896 – 23. januar 1988) je bio američki biohemičar koji je formirao polje prehrambenog istraživanja, i koji je izolovao vitamin C u isto vreme kao i Albert Sent Đerđi. U Kingovoj biografiji se navodi da mnogi smatraju da je bio jednako zaslužan za otkriće vitamina C kao i Sent Đerđi.

## Spoljašnje veze
- Kolekcija radova
- Otkriće vitamina C